# Trifolium alpestre
Il trifoglio alpestre (Trifolium alpestre L., 1763) è una pianta erbacea perenne appartenente alla famiglia delle Fabacee.

## Descrizione
Ha il fusto ascendente e legnoso in basso con un unico capolino terminale dal quale tra maggio e agosto fiorisce una corolla porpora globosa avvolta da due foglioline.
Le foglie oblungo-lanceolate sono unite a tre a tre, il che dà il nome al genere di questa pianta, appunto Trifolium.

## Distribuzione e habitat
La pianta cresce negli ambienti montani dell'Europa e dell'Asia occidentale, tra gli 800 e i 2000 m s.l.m.